# Gempenach
Gempenach (en francés Champagny) es una comuna suiza del cantón de Friburgo, situada en el distrito de See/Lac. Limita al norte con la comuna de Ried bei Kerzers, al este con Ferenbalm (BE), al sur con Ulmiz, al suroeste con Lurtigen, y al oeste con Murten.

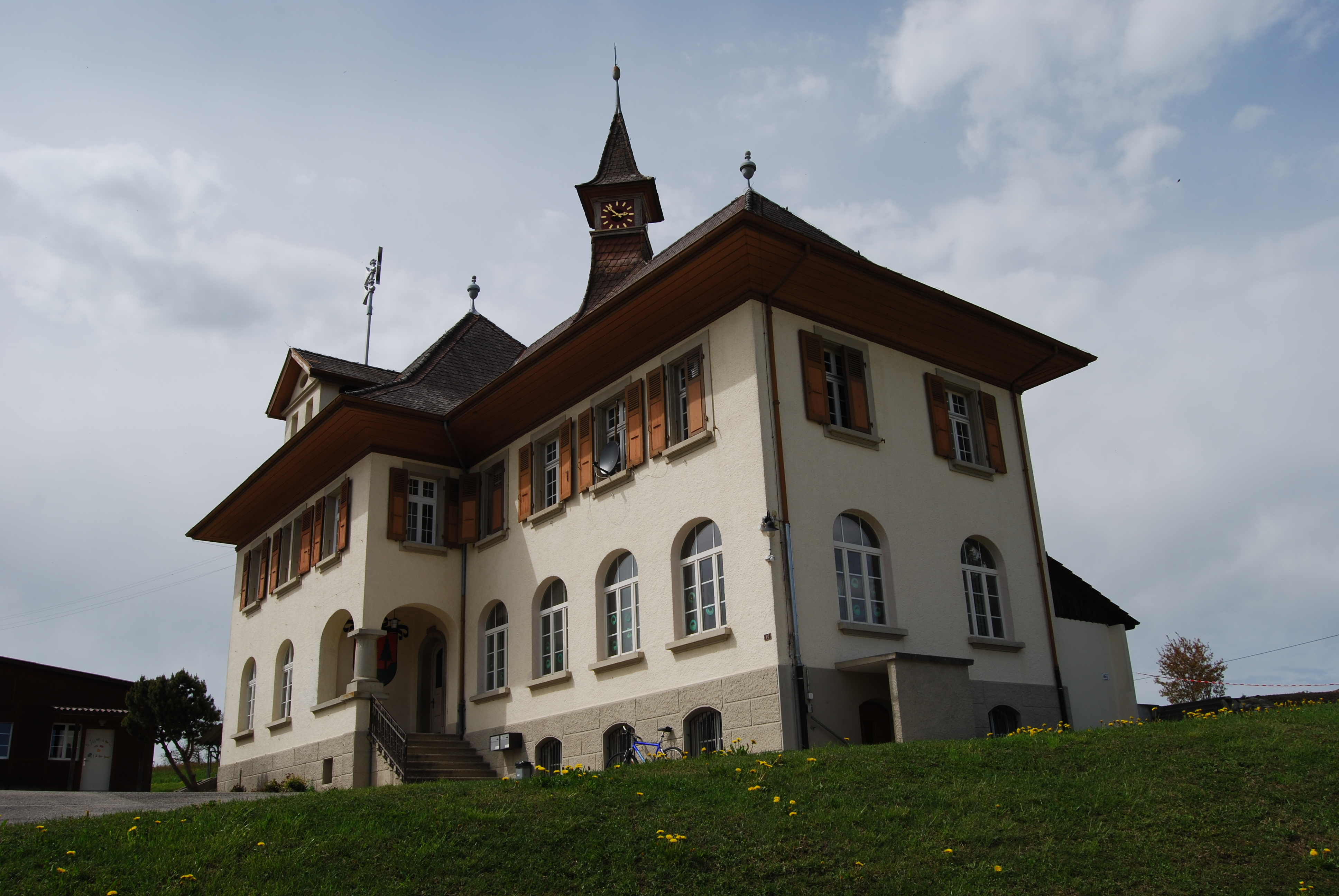
Gempenach